# Tolkien (film)
Tolkien è un film del 2019 diretto da Dome Karukoski, alla sua prima pellicola in lingua inglese.
La pellicola narra gli anni giovanili e meno conosciuti della vita dello scrittore e filologo britannico J. R. R. Tolkien, autore de Il Signore degli Anelli, Lo Hobbit e Il Silmarillion, da Oxford alla prima guerra mondiale all'amore con Edith Bratt.

## Trama
Dopo la morte prematura del padre, J. R. R. Tolkien e suo fratello ricevono l'aiuto di un prete locale, padre Francis, che, insieme alla madre, li trasferisce dalla loro casa in piccoli appartamenti a Birmingham per supplire alle loro difficoltà finanziarie. La madre, apprensiva e amorevole, racconta loro diverse storie di avventura e mistero, che recita di notte davanti al camino. La donna però si ammala e un giorno, tornando a casa da scuola, Tolkien la trova accasciata sulla sedia, morta. Padre Francis diventa così il tutore legale dei ragazzi, e trova una donna ricca e gentile che accetta di accoglierli, fornendo loro vitto e alloggio mentre continuano la loro educazione infantile. In questa casa Tolkien incontra Edith Bratt, l'altra pupilla della donna a cui è stato affidato.
A scuola, Tolkien mostra subito il suo talento con le lingue, guadagnandosi un trattamento brusco da parte di un compagno di classe, Robert. Quando i due ragazzi si azzuffano, il preside (che è anche il padre di Robert) ordina che passino tutto il tempo insieme per il resto del trimestre. Mentre inizialmente entrambi si risentono per l'incarico, Tolkien viene presto accettato nella piccola cerchia di amici di Robert, e i quattro - J. R. R., Robert, Geoffrey e Christopher - formano una stretta amicizia, che cresce con gli anni, anche quando frequentano università diverse. Nel frattempo Tolkien continua la sua amicizia con Edith, innamorandosi di lei. Padre Francis scopre la loro relazione e insinua che questa stia influenzando i voti di Tolkien, e perciò gli proibisce di frequentarla nuovamente mentre è sotto la sua tutela. Tolkien è sconvolto, non volendo perdere il sostegno finanziario del prete alla sua formazione scolastica. Riferisce la conversazione a Edith, promettendo che potranno stare insieme quando lui raggiungerà i 21 anni, la maggiore età, ma la ragazza pone fine alla relazione.
Tolkien lotta per poter rimanere a Oxford, ma attira l'attenzione del professor Joseph Wright, un importante filologo. Tolkien capisce che il linguaggio è la sua vera passione e si iscrive alla facoltà di Wright. Quando scoppia la prima guerra mondiale, lui e i suoi amici si arruolano tutti nell'esercito britannico. Prima che Tolkien parta, Edith ritorna e i due si dichiarano il loro amore. Durante la battaglia della Somme, Tolkien, affetto da febbre da trincea, va a cercare Geoffrey, convinto che lo stia chiamando, ma non riesce a trovarlo e crolla privo di sensi. Si sveglia in un ospedale settimane dopo con Edith al suo fianco, per scoprire che Geoffrey e Robert sono stati uccisi, mentre Christopher è sopravvissuto ma è rimasto traumatizzato. Anni dopo, Tolkien e Edith sono sposati e hanno quattro figli, e Tolkien stesso è ora professore a Oxford. Il film finisce con lui ispirato a scrivere il famoso incipit de Lo Hobbit.

## Produzione
Il 21 novembre 2013 Fox Searchlight Pictures e Chernin Entertainment annunciano lo sviluppo di un film biografico sulla vita di J. R. R. Tolkien, basato sulla sceneggiatura di David Gleeson. Il 24 luglio 2017 viene annunciato Dome Karukoski alla regia del film e Glesson e Stephen Beresford come sceneggiatori.

### Cast
A fine luglio 2017 Nicholas Hoult era in contatto con la casa di produzione come possibile interprete del giovane Tolkien, e il 30 agosto è stata confermata la presenza dell'attore nella pellicola insieme a Lily Collins nel ruolo di Edith Bratt, amante e futura moglie di Tolkien. Nell'ottobre 2017 si sono uniti al cast anche Colm Meaney, Tom Glynn-Carney e Genevieve O'Reilly, seguiti nel mese successivo da Craig Roberts.

### Riprese
Le riprese del film sono iniziate nell'ottobre 2017 e sono terminate il 14 dicembre dello stesso anno.

## Promozione
Il primo trailer del film viene diffuso il 12 febbraio 2019.

## Distribuzione
La pellicola è stata distribuita nelle sale cinematografiche britanniche a partire dal 3 maggio 2019 ed in quelle statunitensi dal 10 maggio. In Italia arriva il 2 luglio 2019 al Taormina Film Fest e dal 12 settembre nelle sale.

## Accoglienza

### Critica
Sull'aggregatore Rotten Tomatoes il film riceve il 51% delle recensioni professionali positive con un voto medio di 5,8 basato su 198 critiche, mentre su Metacritic ottiene un punteggio di 48 su 100 basato su 34 critiche.

## Casi mediatici
Nell'aprile 2019 la famiglia Tolkien e la fondazione omonima hanno diffuso un comunicato in cui dichiarano di "non aver approvato, autorizzato né partecipato alla realizzazione del film", non appoggiando quindi la pellicola ed il suo contenuto.